# Cistanthe pulchella
Cistanthe pulchella är en källörtsväxtart som först beskrevs av Eastwood, och fick sitt nu gällande namn av M.A. Hershkovitz. Cistanthe pulchella ingår i släktet Cistanthe och familjen källörtsväxter. Inga underarter finns listade i Catalogue of Life.